# پورگ، تروتنفلس
پورگ (به آلمانی: Pürgg-Trautenfels) یک منطقهٔ مسکونی در اتریش است که در ناحیه لیتسن واقع شده‌است. پورگ ۶۲٫۶۹ کیلومتر مربع مساحت دارد ۶۴۵ متر بالاتر از سطح دریا واقع شده‌است.

## خواهرخوانده
شهر برایزاخ خواهرخواندهٔ پورگ، تروتنفلس هست.